# ویلیام بکنل
ویلیام بکنل (William Becknell) (زادهٔ ۱۷۸۷ یا ۱۷۸۸ – درگذشتهٔ ۳۰ آوریل ۱۸۶۵)، سرباز، سیاستمدار و سرپرست حمل و نقل بود که با گشایش مسیر سانتافه در سال ۱۸۲۱، از سوی آمریکایی‌ها مورد تمجید قرار گرفت. او مسیری را پیدا کرد که آنقدر عریض بود که حرکت کاروان گاری‌ها و اسب‌های بارکش را برای بازرگانان و مهاجران آسان‌تر می‌کرد. مسیر سانتافه به مسیر اصلی حمل و نقل در مرکز آمریکای شمالی تبدیل شد که شهر فرانکلین، ایالت میزوری را به شهر سانتافه، ایالت نیومکزیکو وصل می‌کرد که این موضوع برای تجار و مهاجران سودمند بود. از دههٔ ۱۸۲۰ تا سال ۱۸۸۰ تا زمانی که در سانتافه، راه‌آهن ایجاد شد، مسیر سانتافه، شاهراه تجاری مهمی محسوب می‌شد. بکنل پیش از سفرش، همانند کاوشگران اسپانیایی و فرانسوی و بازرگانان از مسیرهای دیرینهٔ ساخته شده به دست بومیان آمریکا استفاده می‌کرد.
مهاجران فرانسوی در سنت لوئیس، پیش از واقعهٔ خرید لوئیزیانا، حق انحصاری تجارت با سانتافه را از پادشاهی اسپانیا گرفته بودند. زمانی که مکزیک در سال ۱۸۲۱، از اسپانیا جدا شد، مسیر تجارت به سرزمین‌های خود را گشود. ساکنان سانتافه خواهان کالاهای تجاری بیشتری بودند. در سال ۱۸۲۲، بکنل برای پیدا کردن مسیری مناسب‌تر برای کاروان گاری‌های خود و حمل کالاهای تجاری بیشتر، مسیر خود به سانتافه را تغییر داد. مسافران پیشین، به دنبال یابوها، سوار بر اسب می‌رفتند. در سال ۱۸۲۵، او به نقشه‌برداران دولت فدرال کمک کرد تا نقشهٔ این مسیر را ترسیم کنند تا برای استفاده‌های تجاری و نظامی در دسترس باشد.

## اوایل زندگی
ویلیام الکساندر بکنل در منطقهٔ راک‌فیش کریک در شهرستان آمهرست، ایالت ویرجینیا چشم به جهان گشود. والدینش، میکاجا و فیبی (لندروم) بکنل بودند. منابع مختلف، سال تولدش را ۱۷۸۷ یا ۱۷۸۸ در نظر گرفته‌اند. پدر و پدربزرگش از کهنه سربازان انقلاب آمریکا و دو عمویش در این جنگ جان باخته بودند.
در سال ۱۸۰۷، بکنل با جین تراسلر در ویرجینیا ازدواج کرد. در سال ۱۸۱۰، آنها به خطهٔ جدید میزوری مهاجرت کرده و در غرب سنت چارلز کنونی مستقر شدند. در زمان جنگ ۱۸۱۲، بکنل در هنگ سواره نظام ایالات متحده به فرماندهی کاپیتان دانیل مورگان بون، فرزند کاوشگری مشهور، خدمت کرد. او در چندین درگیری از جمله نبرد جزیرهٔ کریدیت و دفاع از قلعهٔ کلمسون، در نزدیکی سنت لوئیس شرکت کرد. در درگیری آخر، پس از سقوط افسران ارشد، او کنترل قلعه را به دست گرفت. با این پیروزی، او به درجهٔ کاپیتانی رسید و تا مدت‌ها با نام کاپیتان بکنل شناخته می‌شد. بکنل در ژوئن ۱۸۱۵، پس از پایان خدمت در دولت فدرال، به سمت غرب و به منطقهٔ بونسلک در مرکز میزوری در امتداد رودخانهٔ میزوری نقل مکان کرد.
جین بکنل بر اثر واقعه‌ای نامعلوم، احتمالاً به هنگام زایمان، حول و حوش زمان ترخیص شوهرش از ارتش درگذشت. در ژانویه ۱۸۱۷، بکنل با مری کریب ازدواج کرد. طبق سوابق ادارهٔ سرشماری ایالات متحده، بکنل در کل، پدر حداقل پنج فرزند بود: مری جین متولد ۱۸۱۵، جان کالهون متولد ۱۸۱۷، ویلیام الکساندر جونیور متولد ۱۸۱۷، لوسی متولد ۱۸۱۸ و کورنلیا متولد ۱۸۲۷. بکنل هزینه‌های خانواده‌اش را با کار به عنوان کرجی‌بان در رودخانهٔ میزوری و مدیریت کارخانهٔ نمک خانوادهٔ بون تأمین می‌کرد. در اوایل سال ۱۸۲۰، او ۱۸۰ هکتار زمین در شهرستان هوارد، ایالت میزوری خریداری و خانواده‌اش را به آنجا برد.

## پیشرو
در سال ۱۸۲۱، بکنل با بدهی کلانی مواجه شد. او پیرامون سال ۱۸۱۸، کارخانهٔ نمک خانوادهٔ بون را خرید. در سال ۱۸۲۰، او برای تأمین هزینه‌های انتخابات ناموفق مجلس قانون‌گذاری در میزوری، پول قرض گرفت. محدودیت میزان اعتبار و ارز موجود در بحران مالی سال ۱۸۱۹، بر فعالیت‌های تجاری او تأثیر منفی گذاشت. بکنل که بیش از ۱۲۰۰ دلار (۲۰۰۰۰ دلار به پول امروز) به طلبکاران بدهکار بود، برای مدت کوتاهی به زندان افتاد تا اینکه یکی از دوستانش برایش وثیقه گذاشت. قاضی پرونده تا اوایل سال ۱۸۲۲ به بکنل مهلت داد تا بدهی خود را بپردازد وگرنه زندانی می‌شد.
بکنل که تحت فشار بود، در سپتامبر ۱۸۲۱، فرانکلین را به قصد سفر تجاری بلندمدت که شامل شکار و تله‌گذاری پوست حیوانات بود، ترک کرد؛ در آن زمان تجارت پوست، همچنان سودمند بود. او برای سفرش ۳۰۰ دلار کالای تجاری خرید. طبق آگهی که بکنل در روزنامهٔ خبررسان میزوری چاپ کرد، هدف او «معاملهٔ اسب‌ها و قاطرها و صید حیوانات وحشی از هر نوع و گونه بود». بکنل و گروهش تنها افرادی نبودند که به دنبال مسیر تجاری مناسب به سانتافه می‌گشتند، اما در آن پاییز، آنها اولین گروهی بودند که در اواسط نوامبر ۱۸۲۱ به آن شهر رسیدند. زمان‌بندی بکنل تقریباً عالی بود.
مکزیک به تازگی از اسپانیا جدا شده و ممنوعیت تجارت با خارجی‌ها را لغو کرده بود. پیش از واقعهٔ خرید لوئیزیانا، مهاجرین فرانسوی از سنت لوئیس با سانتافه، زمانی که هر دو همچنان تحت سلطهٔ اسپانیا بودند، داد و ستد می‌کردند. برادران شوتو از سنت لوئیس، حق انحصاری تجارت در سانتافه را از اسپانیایی‌ها گرفته بودند و این داد و ستد، سهمی عظیم در ثروتمند شدن این شهر در رودخانهٔ می‌سی‌سی‌پی داشت.
مردم سانتافه خواهان کالاهای متنوعی بودند که بکنل در معرض فروش گذاشت. آنها مشتاقانه مبالغ بالایی را پرداخت کردند: یک متر پارچهٔ پنبه‌ای و چلوار، به مبلغ سه دلار، قیمتی بی‌سابقه در آن زمان، به فروش رفت. بکنل و گروهش پس از یک ماه داد و ستد، در ۱۳ دسامبر، سانتافه را با خورجین‌هایی مملو از نقره ترک کردند. بازگشت سرمایهٔ ۳۰۰ دلاری او در کالاهای تجاری، نزدیک به ۶۰۰۰ دلار به صورت سکه بود.
بکنل پس از بازگشت به میزوری در ژانویه ۱۸۲۲، تقریباً بلافاصله، سفر بعدی خود به سانتافه را برنامه‌ریزی کرد. او در سفر دوم، برای حمل کالاهای تجاری، از گاری به جای یابو استفاده کرد. او مجبور شد، به‌خاطر پهنای گاری‌ها و گروه‌های بارکش، اندکی مسیر اصلی خود را تغییر دهد. کاروان گاری‌ها در مه ۱۸۲۲، فرانکلین را ترک کرد و در مسیر، متحمل سختی‌های فروانی شدند، به طوری که در صحرای سوزان سیمارون، هم حیوانات و هم آدم‌ها تقریباً از تشنگی در حال مرگ بودند. کاروان، چهل و هشت روز بعد به سانتافه رسید. سفر دوم حتی از سفر اول هم سودآورتر بود. گروه بکنل با بردن حدود ۳۰۰۰ دلار کالا به سانتافه، با سودی در حدود ۹۱۰۰۰ دلار بازگشتند. آنها مقداری از این پول را به عنوان سود به کسانی دادند که برای تأمین هزینه‌های این سفر کمک کرده بودند و حتی کمترین سرمایه‌گذار هم سود خوبی به دست آورد.
بکنل در سال ۱۸۲۴، سومین سفر سودآور خود به سانتافه را انجام داد. سال بعد، در سال ۱۸۲۵، او به نقشه‌برداران استخدام شده از سوی کنگرهٔ ایالات متحده کمک کرد تا نقشهٔ این مسیر را ترسیم کنند. به دلیل تلاش‌های بکنل برای ایجاد مسیری مطلوب برای حمل و نقل تجاری و نظامی، نام او به عنوان پدر مسیر سانتافه معروف شد.

## اواخر عمر
در سال ۱۸۲۷، بکنل به عنوان قاضی صلح در شهرستان سیلاین، ایالت میزوری منصوب شد. سال بعد، او در اولین دوره از دو دورهٔ مجلس نمایندگان میزوری انتخاب شد. بکنل با درجهٔ کاپیتانی، در نیروی شبه نظامیان ایالت میزوری در جریان شورش بومیان آمریکا در سال ۱۸۲۹ و همچنین در زمان جنگ شاهین سیاه در سال ۱۸۳۲ خدمت کرد.
در سال ۱۸۳۵، بکنل تمام دارایی‌ها و فعالیت‌های تجاری خود در میزوری را فروخت و به شهرستان رد ریور امروزی، ایالت تگزاس در شمال شرقی تگزاس نقل مکان کرد. در زمان جنگ استقلال تگزاس، بکنل یک گروه سواره نظام معروف به رد ریور بلوز را سازماندهی و رهبری کرد. او بعدها، برای مدت کوتاهی پاسدار سوارهٔ تگزاس شد. او همچنین به عضویت مجلس قانون‌گذاری در جمهوری تازه تأسیس تگزاس درآمد.
بکنل در ۳۰ آوریل ۱۸۶۵ در منزل خود درگذشت. او در قبرستانی خصوصی و خانوادگی دفن شده‌است. بزرگراه US 82 از نزدیکی این محل در چند مایلی غرب کلارکسویل، تگزاس می‌گذرد.